# Mistrzostwa Oceanii w Zapasach 2015
Mistrzostwa Oceanii w zapasach w 2015, odbywały się w dniach 20 - 22 marca w Majuro na Wyspach Marshalla. W tabeli medalowej tryumfowali zapaśnicy z Australii.

## Wyniki

### Styl klasyczny
| Kat. wagowa |                            |                      |                            |
| ----------- | -------------------------- | -------------------- | -------------------------- |
| 66 kg       | Adam Collett               | Lowe Bingham         | Jarvis Tarkong             |
| 66 kg       | Adam Collett               | Lowe Bingham         | Rudolph Keinichy           |
| 71 kg       | Joseph Lopez               | Richard Nakasone     | Ring Clarence              |
| 71 kg       | Joseph Lopez               | Richard Nakasone     | ---                        |
| 75 kg       | Micah-Richard Joseph Lopez | Gerome Petrus        | Ilai Ualesi Elekana Manu   |
| 75 kg       | Micah-Richard Joseph Lopez | Gerome Petrus        | Ryan Ifamilik              |
| 85 kg       | Iman Makari                | Nathaniel Tuamoheloa | Give Me Cheipot            |
| 85 kg       | Iman Makari                | Nathaniel Tuamoheloa | ----                       |
| 98 kg       | Christophe Galbraith-Clark | Dukay Tairuwepiy     | Ryan Justice Tochi Babauta |
| 98 kg       | Christophe Galbraith-Clark | Dukay Tairuwepiy     | ----                       |
| 130 kg      | Kenneth Russel Lester III  | Florian Temengil     | Calypso Edward             |
| 130 kg      | Kenneth Russel Lester III  | Florian Temengil     | ----                       |

Christian Nicolescu z Palau w kategorii 59 kg i Jonathan Biarez z Polinezji Francuskiej w wadze 80 kg, byli jedynymi zgłoszonymi zawodnikami w swoich kategoriach i nie zostali uwzględnieni w tabeli jako złoci medaliści.

### Styl wolny
| Kat. wagowa |                            |                      |                            |
| ----------- | -------------------------- | -------------------- | -------------------------- |
| 65 kg       | Jarvis Tarkong             | Lowe Bingham         | Ethan Aguigui              |
| 65 kg       | Jarvis Tarkong             | Lowe Bingham         | Adam Collett               |
| 70 kg       | Richard Nakasone           | Fredrick Hesa        | Chad-Collis Gadeanang      |
| 70 kg       | Richard Nakasone           | Fredrick Hesa        | Danio Wase                 |
| 74 kg       | Jake Dornford              | Justin Anjain        | Gerome Petrus              |
| 74 kg       | Jake Dornford              | Justin Anjain        | Ilai Ualesi Elekana Manu   |
| 86 kg       | Connor Evans               | Nathaniel Tuamoheloa | Dallas Milne               |
| 86 kg       | Connor Evans               | Nathaniel Tuamoheloa | Jonathan Biarez            |
| 97 kg       | Christophe Galbraith-Clark | Stephen Leasiolagi   | Ryan Justice Tochi Babauta |
| 97 kg       | Christophe Galbraith-Clark | Stephen Leasiolagi   | Waylon Muller              |
| 125 kg      | Florian Temengil           | Jesse Naputi         | Kenneth Russel Lester III  |
| 125 kg      | Florian Temengil           | Jesse Naputi         | ----                       |

Kalimen Detrick Pabro z Wysp Marshalla w kategorii 57 kg i Christian Nicolescu z Palau w wadze 61 kg, byli jedynymi zgłoszonymi zawodnikami w swoich kategoriach i nie zostali uwzględnieni w tabeli jako złoci medaliści.

## Styl wolny kobiet
Tayla Ford z Nowej Zelandii w wadze 63 kg, a także Ilania Keju (69 kg) i Piolani Tartious (75 kg) z Wysp Marshalla, były jedynymi zgłoszonymi zawodniczkami w swoich kategoriach i nie zostały uwzględnione w tabeli jako złote medalistki.

## Tabela medalowa
Gospodarz mistrzostw został zaznaczony kolorem.
| Poz. | Państwo             |    |    |    | Łącznie |
| ---- | ------------------- | -- | -- | -- | ------- |
| 1    | Australia           | 6  | 0  | 1  | 7       |
| 2    | Palau               | 2  | 2  | 2  | 6       |
| 3    | Guam                | 2  | 1  | 1  | 4       |
| 4    | Samoa Amerykańskie  | 1  | 3  | 1  | 4       |
| 5    | Mikronezja          | 1  | 2  | 3  | 6       |
| 6    | Wyspy Marshalla     | 0  | 2  | 4  | 6       |
| 7    | Nauru               | 0  | 2  | 2  | 4       |
| 8    | Mariany Północne    | 0  | 0  | 2  | 2       |
| -    | Tokelau             | 0  | 0  | 2  | 2       |
| 10   | Polinezja Francuska | 0  | 0  | 1  | 1       |
|      | Łącznie             | 12 | 12 | 19 | 43      |